# Marina Gamba
Marina Gamba (Venezia, 1570 circa – Venezia, 21 agosto 1612) convisse per molti anni con Galileo Galilei  che probabilmente la conobbe a Venezia dove spesso si recava durante il suo soggiorno padovano. 

## Biografia
Dalla relazione tra la donna e Galileo nacquero tre figli : Virginia (1600-1634), Livia Antonia (1601-1659) e Vicenzo Andrea (1606-1649), dei quali solo quest'ultimo, per intervento del Granduca di Toscana, nel 1619 fu riconosciuto col nome di Vincenzio come figlio legittimo da Galilei che pure accoglieva e si prendeva cura nella casa di Padova della convivente e dei figli come appartenenti alla sua famiglia .
In occasione del trasferimento a Firenze nel 1610 Galilei lasciò Marina Gamba e affidò la figlia Livia alla nonna, Giulia Ammannati, con la quale già conviveva l'altra figlia Virginia, e lasciò il figlio Vincenzio a Padova alle cure della madre e, dopo la morte di questa, a una tale Marina Bartoluzzi che venne confusa con la stessa Marina Gamba tanto da supporre che questa si fosse sposata con un certo Giovanni Bartoluzzi.
In seguito, resasi difficile la convivenza delle due bambine con la nonna paterna, Galileo fece entrare le figlie nel convento di San Matteo, ad Arcetri (Firenze), nel 1613, forzandole a prendere i voti non appena compiuti i rituali sedici anni: Virginia assunse il nome di suor Maria Celeste, e Livia quello di suor Arcangela; mentre la prima si rassegnò alla sua condizione e rimase in costante contatto epistolare con il padre, Livia non accettò mai l'imposizione paterna.
Il comportamento di Galileo è stato variamente giudicato: vi è chi sostiene che egli le chiuse in convento perché «doveva pensare a una loro sistemazione definitiva: cosa non facile perché, data la nascita illegittima, non era probabile un futuro matrimonio»  come se egli non potesse legittimarle, come fece con il figlio Vincenzio e come se una monacazione coatta fosse preferibile a un matrimonio non prestigioso; altri ritengono che «alla base di tutto stava il desiderio di Galileo di trovare per esse una sistemazione che non rischiasse di procurargli in futuro alcun nuovo carico [...] tutto ciò nascondeva un profondo, sostanziale egoismo».